# Маккавієво
Маккаві́єво (рос. Маккавеево) — село у складі Читинського району Забайкальського краю, Росія. Адміністративний центр Маккавієвського сільського поселення.

## Населення
Населення — 4145 осіб (2010; 4100 у 2002).
Національний склад (станом на 2002 рік):
- росіяни — 97 %